# Mateja Kežman
Mateja Kežman (serbiska: Матеја Кежман), född 12 april 1979 i Zemun, Jugoslavien (nuvarande Serbien), är en serbisk före detta fotbollsspelare (anfallare).
Mateja Kežman öste in mål för PSV (105 mål på 4 säsonger) varpå han värvades till Chelsea. I Chelsea var han skadebenägen och gjorde därmed få mål. Han lämnade för Atletico Madrid. Där var han knappt i ett år, för sen lämnade han för Fenerbahçe SK. I landslagsdebuten 2000 mot Kina gjorde han mål direkt och gjorde succé. 
Kežman kallas även Batman. Han blev under augusti 2009 utlånad till det ryska laget Zenit St. Petersburg. 31 augusti 2011 undertecknade Kežman ett kontrakt med den vitryska klubben BATE Borisov som sträckte sig till slutet av året, med option om förlängning. Han debuterade den 9 september 2011 och spelade de första 67 minuterna med 0–0, borta mot Shakhtsyor Salihorsk.

## Övrigt
Mateja Kezman är den fotbollsspelaren i världen som har vunnit ligatitlar i flest länder genom tiderna (Jugoslavien, Nederländerna, England, Turkiet och Vitryssland).